# Manuel Ramírez de Arellano
Manuel Ramírez de Arellano (Ciudad de México; 20 de septiembre de 1831 - Rimini, Italia; 13 de diciembre de 1877), fue un militar mexicano.

## Trayectoria
Ingresó como alumno al Colegio Militar el 9 de febrero de 1847.
Concurrió a la defensa de Chapultepec el 13 de septiembre de 1847, habiendo sido hecho prisionero. En 12 de marzo de 1850 recibió despacho de alférez de artillería y el 14 de enero de 1860 ascendió a coronel de la misma arma. Se encontró el año de 1856 en la batalla de Ocotlán, en el primer sitio de Puebla y en la defensa de la misma plaza; en 1857 en la sorpresa de Toluca, en el ataque de Temascaltepec, en la primera campaña de Veracruz. En 1860 en la batalla de Silao; en 1863 colaborando con el ejército francés, en el sitio de Puebla y en la batalla de San Lorenzo; en 1864 en la defensa de Morelia. En 1866 fue condenado a tres años de prisión por faltas de respeto al ministro de la Guerra, enviándosele a la fortaleza de San Benito en Mérida.
Indultado el mismo año por Maximiliano, volvió al servicio. Recibió el grado de General de Brigada y el nombramiento de comandante de la artillería imperialista durante el Sitio de Querétaro; pudo escapar, radicándose en Europa.
Murió en Rimini, Italia, el 13 de diciembre de 1877.